# Kvæsthusbroen
Kvæsthusbroen i København (hele det ombyggede område kaldes i dag Kvæsthusmolen), var oprindeligt en anlægsbro med kaj på begge sider (med form som en tange). Den blev anlagt i perioden 1848–1850 og blev udvidet til den nuværende længde 1877-1878. Området husede oprindeligt et kvæsthus – heraf navnet.
Kvæsthusbroen er beliggende for enden af Sankt Annæ Plads over for Admiralhotellet og ud for det gamle kvæsthus fra 1600-tallet, som i 1872 blev købt af Det Forenede Dampskibs-Selskab. I dag (2009) tilhører ejendommen Dansk Sygeplejeråd, som flyttede ind i marts måned 2005.
Tidligere blev Kvæsthusbroen anvendt som afgangs- og anløbsplads for passagerskibene til Aarhus, Aalborg, Oslo og Bornholm.
Her ligger nu Skuespilhuset sammen med Ofelia Plads, tidligere Ofelia Beach ved Kvæsthusbroen.

## Historisk
Fra DFDS blev grundlagt, var der regelmæssig dampdrevet trafik fra København til en lang række havnebyer i Danmark. Dagligt afgik der dampere med både gods og passagerer til Aarhus og Aalborg. En til tre gange om ugen gik der skibe til mindre provinshavne som Frederikshavn, Horsens, Fredericia, Kolding, Vejle, Randers, Aabenraa, Faaborg, Middelfart, Svendborg og Sønderborg.
Før dampmaskinernes indtog på færger og jernbaner, var transport til søs markant hurtigere end over land. Med hest og vogn var den højeste hastighed 10-12 km/t. Gennemsnitshastigheden for en diligence var ca. 8 km/t over en dag. Godstransport over land med oksekærre kunne ikke konkurrere selv med en sejldrevet skonnert – også selv om den lige linje gik ad en vej over land. Omvej og modvind skulle være virkeligt voldsom for at skonnerten ikke skulle vinde den konkurrence.